# 堀辺忠志
堀辺 忠志（ほりべ ただし）は、日本の工学者。茨城大学准教授。専門は機械工学、材料工学。

## 来歴・人物
1978年、埼玉大学理工学部機械工学科卒業。1980年、東京大学大学院工学系研究科修士課程修了。博士（工学）（茨城大学）。茨城大学工学部機械工学科准教授。

## 著書・論文

### 著書
- "Crack identification in a circular beam from frequency change using a genetic algorithm", T.Horibe, JASCOME, 211-220, 2004
- "Crack identification in a Timoshenko Beam from Frequency Change using Genetic Algorithm", T.Horibe, INVERSE PROBLEMS IN ENGINEERING MECHANICS Ⅳ,ELSEVIER,221-228,2003
- "Crack Identification in Elastically Supported Beam by Genetic Algorithm", T.Horibe,and N.Asano,INVERSE PROBREMS IN ENGINEERING MECHANICS Ⅲ,ELSEVIER,161-166,2002

### 論文
- 「茨城大学工学部機械工学科における座学　－実学連結型学習プログラムの開発と実証」、堀辺忠志・増澤徹・関東康祐・金野満・黒崎利榮・河合彰、工学教育,61(2),31-38,2013
- 「電解水を用いた導電性ラバーボンド砥石によるELID研削システムの開発」、長谷川勇治・堀辺忠志・伊藤伸英・井出上敬・高橋岐明・大森整・加藤照子、精密工学会学術講演会講演論文集2012A(0),723-724,2012
- 「マハラノビス距離を用いた平板のき裂同定」、中島陽平・堀辺忠志・高橋邦明、日本機械学会茨城講演会講演論文集2011(19),17-18,2011
- 「応答曲面法を用いた平板のオンラインき裂同定」、遠藤亮・堀辺忠志・高橋邦明、日本機械学会茨城講演会講演論文集2011(19),13-14,2011
- 「平面弾塑性FEMプログラム開発としまりばめ問題への応用」、堀辺忠志・佐藤剛・荒木大輔・棚井和志、日本機械学会茨城講演会講演論文集2010(18),45-46,2010
- 「き裂同定のリアルタイム処理法に関する研究」、堀辺忠志・高橋邦明・相野谷優介、日本機械学会茨城講演会講演論文集2009,95-96,2009
- 「プリポスト機能を備えた弾塑性FEMプログラム開発の試み」、堀辺忠志・荒木大輔、 日本機械学会茨城講演会講演論文集2009,93-94,2009
- 「プリポスト機能を備えた教育用平面弾性解析FEMプログラム開発の試み」、堀辺忠志・荒木大輔、日本機械学会関東支部総会講演会講演論文集2009(15),531-532,2009
- 「偏心円形介在物を有する帯板の引張り」、堀辺忠志・草野宣幸、 日本機械学会茨城講演会講演論文集2008,177-178,2008
- 「集中質量が付加されたき裂を有するはりの固有振動」、堀辺忠志・草野宣幸・白金山、日本機械学会茨城講演会講演論文集2007,197-198,2007
- 「偏心円孔を有する帯板の内圧による応力集中」、堀辺忠志・草野宣幸、 日本機械学会茨城講演会講演論文集2007,195-196,2007
- 「固有振動数変化に基づくき裂検知の実験的研究」、堀辺忠志・高橋邦明・大森聖史・荒木大輔、日本機械学会茨城講演会講演論文集2007,193-194,2007
- 「円形介在物を有する半無限板の引張り」、堀辺忠志・土田栄一郎・荒居善雄、日本機械学会論文集Ａ編,73,727,395-402,2007
- 「偏心円孔を有する帯板の引張り（調和変異関数に基づく解析）」、堀辺忠志・土田栄一郎・草野宣幸、日本機械学会論文集Ａ編,72,723,1779-1786,2006
- 「円形介在物を有する帯板の面内曲げ」、堀辺忠志・土田栄一郎・荒居善雄・福村昌広、日本機械学会論文集Ａ編,72,721,1405-1412,2006
- 「円形介在物を有する帯板の引張り」、堀辺忠志・土田栄一郎・荒居善雄・草野宣幸、日本機械学会論文集Ａ編,72,719,990-997,2006
- 「GAによる平板のき裂同定」、堀辺忠志・渡邉賢介、日本機械学会論文集A編,71,710,1312-1319,2005
- 「固有振動数の変化に基づくき裂を有する曲がりはりのき裂同定」、堀辺忠志、日本機械学会論文集A編,70,695,978-985,2004
- 「き裂を有する変断面はりの固有振動及びき裂同定」、堀辺忠志・浅野直輝・岡村弘之、日本機械学会論文集C編,657,67,1366,2001
- 「き裂を有する骨組構造のGAによる逆解析（ティモシェンコはり理論に基づく逆解析）」、堀辺忠志・浅野直輝・岡村弘之、日本機械学会論文集A編,66,647,1314-1321,2000
- 「き裂を有する弾性ティモシェンコはりの固有振動およびGAによるき裂同定」、堀辺忠志・浅野直輝・岡村弘之、日本機械学会論文集C編,66,646,1756-1761,2000
- 「へん平アーチの大たわみ問題の境界積分方程式法による解析」、堀辺忠志・浅野直輝、日本機械学会論文集A編,66,646,1091,2000
- 「き裂を有する平面骨組構造のGAによる逆解析」、堀辺忠志・浅野直輝・岡村弘之、日本機械学会論文集A編,65,637,1962-1968,1999
- 「ニューラルネットワークによるき裂を有するはりの逆問題解析（解析的手法による学習データの効率的作成）」、堀辺忠志・岡村弘之、日本機械学会論文集A編,64,617,1-6,1998
- 「き裂を有する粘弾性はりの強制振動の境界積分方程式法による解析」、堀辺忠志・岡村弘之、日本機械工学会論文集C編,63,610,1842-1847,1997
- 「き裂を有する弾性はりの強制振動の境界積分方程式法による解析」、堀辺忠志、境界要素法論文集,13,13-18,1996
- 「弾性床上ビームコラムの境界積分方程式法による解析」、堀辺忠志、日本機械学会論文集A編,62,601,2067-2071,1996
- 「き裂を有するはりの大たわみ問題の境界積分方程式法による解析」、堀辺忠志、日本機械学会論文集A編,62,600,1834-1839,1996
- 「弾性長方形平板の大たわみ問題の境界帯板法による解析」、堀辺忠志、日本機械学会論文集A編,56,532,2508-2513,1990
- 「長方形板の弾性曲げ問題の積分方程式法による一解法」、堀辺忠志、日本機械学会論文集A編,55,515,1548-1553,1989
- 「調和起振力をうけるはりの定常応答の境界積分方程式法による解析」、堀辺忠志、日本機械学会論文集A編,53,491,1229-1304,1987
- 「不均質はりの大たわみ問題の積分方程式法による解析（第2報）」、堀辺忠志、日本機械学会論文集A編,53,491,1219-1225,1987
- 「弾性支点を有するはりの大たわみ問題の境界積分方程式法による解析」、堀辺忠志、境界要素法論文集,3,87-92,1986
- 「不均質はりの大たわみ問題の積分方程式法による解析（第1報）」、堀辺忠志、日本機械学会論文集A編,52,482,2404-2409,1986
- 「横荷重と軸力をうけるはりの積分方程式法による解析と大たわみ問題への応用」、堀辺忠志、日本機械学会論文集A編,51,472,2823-2828,1985